# Othmar Häfliger
Othmar Häfliger (Unterägeri, cantó de Zug, Suïssa, 17 de març de 1963) va ser un ciclista suís, que fou professional entre 1986 i 1990.

## Palmarès
- 1986
  - 1r al Circuit Franco-Belga i vencedor d'una etapa
  - Vencedor d'una etapa del Gran Premi Guillem Tell
- 1987
  - Vencedor d'una etapa del Circuit de La Sarthe
- 1989
  - Vencedor d'una etapa de la Volta a Galícia
  - Vencedor d'una etapa de la Ruta del Sud
- 1990
  - Vencedor d'una etapa del Tour de l'Oise

### Resultats al Tour de França
- 1990. Abandona (13a etapa)